# Manuel Moreyra Loredo
Manuel Isidro Moreyra Loredo (Lima, 31 de mayo de 1935 - Ibídem, 5 de febrero del 2000) fue un abogado, economista, escritor y político peruano. Fue líder del partido político Solidaridad y Democracia, ejerciendo los cargos de congresista constituyente en 1992 y senador en el disuelto periodo 1990-1992. Fue también presidente del Banco Central de Reserva del Perú durante el gobierno militar desde 1978 hasta su final en 1980.

## Biografía
Manuel Moreyra nació en la ciudad de Lima, el 31 de mayo de 1935. Fue hijo de Manuel Moreyra y Paz Soldán, reconocido historiador peruano y especialista en temas económicos, y de Angélica Loredo. Es también sobrino de Carlos Moreyra y Paz Soldán, ministro y seguidor político del presidente Manuel Prado Ugarteche.
Estudió la primaria y secundaria en el Colegio Santa María, culminando e ingresando luego a la Pontificia Universidad Católica del Perú donde estudió la carrera de Derecho y Letras. También se especializó en temas sobres economía, matemáticas, física e historia.
Se casó con Ana María Ocampo Yábar, con la quien tuvo 3 hijos: Mateo Moreyra Ocampo, Camila Moreyra Ocampo e Ignacio Moreyra Ocampo.

## Trayectoria profesional
Fue director gerente de Ediciones del Sol y de Editorial Universo. Ingresó al Departamento de Estudios Económicos del Banco Central de Reserva del Perú, donde llegó a ocupar la gerencia y posteriormente la presidencia durante el gobierno militar presidido por Juan Velasco Alvarado el 16 de mayo del año 1978. Se mantuvo en el cargo hasta la presidencia de Francisco Morales Bermúdez, concluyendo el régimen el 28 de julio de 1980 tras el inicio del segundo gobierno de Fernando Belaúnde Terry. Como funcionario del BCR participó en diversas reuniones internacionales sobre economía y desarrollo industrial.
Moreyra ejerció también la docencia universitaria en la Pontificia Universidad Católica del Perú, así como en la Universidad del Pacífico y en la Universidad de Lima. Además, fue fundador y director de Macroconsult, empresa dedicada a consultorías en temas económicos.
Fue también director de Hidrostal, Perú Plast, Minera Volcán y Castrovirreina, Bolsa de Valores de Lima, Comisión Nacional de Valores y de los bancos Minero, Industrial, de la Nación y BANPECO. Fue consultor de CEPAL y de otros organismos intergubernamentales. Publicó, entre otros libros, Páginas Sueltas, una colección de sus artículos sobre economía. Fue condecorado con la Orden El Sol del Perú y ganador del Premio IPAE en el año 1996.

## Trayectoria política
Fue militante del Partido Demócrata Cristiano, donde llegó a ser miembro del comité ejecutivo nacional.
En 1980, Manuel Moreyra fue invitado por el economista Javier Silva Ruete para la fundación del partido político Solidad y Democracia (SODE), integrando junto con diversos economistas y políticos de perfil tecnocrático. Dicho partido luego formó alianza con el Partido Aprista Peruano para las elecciones presidenciales del año 1985 apoyando la candidatura presidencial de Alan García, donde tuvieron éxito y se mantuvieron hasta el año 1987, año en donde decidieron romper alianza ante la aprobación del presidente García de estatizar la banca finianciera en su primer gobierno.

### Senador de la República
Ante la llegada de las elecciones presidenciales del año 1990, Moreyra y el SODE decidieron formar parte del Frente Democrático, coalición política conformada por el Movimiento Libertad, Acción Popular y el Partido Popular Cristiano para lanzar al escritor Mario Vargas Llosa como candidato presidencial. Moreyra integró la lista del FREDEMO de candidato a la Cámara de Senadores del Congreso de la República, siendo el candidato número 4, y resultó elegido con 103,116 votos. Fue juramentado ante la Junta Preparatoria para el periodo parlamentario 1990-1995 e integró diversas comisiones parlamentarias, sin embargo, su cargo como senador fue disuelto el 5 de abril de 1992 tras el autogolpe de estado decretado por el presidente Alberto Fujimori. Moreyra protestó contra la medida anunciada por Fujimori y participó en las manifestaciones realizada por los parlamentarios disueltos, donde fue víctima de agresiones por parte de los militares afines al gobierno.

### Congresista Constituyente
Ante el cierre del Congreso de la República, el presidente Alberto Fujimori decidió convocar a nuevas elecciones parlamentarias para la creación de una nueva constitución política. Moreyra decidió participar y postuló encabezando la lista congresal del SODE, resultando luego elegido con 43,551 votos de preferencia.
Durante su gestión en el Congreso Constituyente Democrático, participó en las coordinaciones de los congresistas de oposición para la elaboración de los artículos de la Constitución de 1993 y colaboró en las investigaciones de las matanzas militares ocurridas en Barrios Altos y en la Universidad Nacional Enrique Guzmán y Valle “La Cantuta”. Fue también miembro de la Comisión de Relaciones Exteriores.
Tras culminar su gestión, Moreyra dejó la política para dedicarse al ámbito económico y empresarial. Posteriormente ante la desaparición del SODE, Moreyra se integró en el año 1995 al partido Unión por el Perú para apoyar la candidatura presidencial de Javier Pérez de Cuéllar contra la reelección de Alberto Fujimori.

## Fallecimiento
El 5 de febrero del año 2000, Manuel Moreyra falleció a los 64 años en la ciudad de Lima tras padecer de cáncer.

## Publicaciones
- Sobre la Deuda: Propuesta de Manuel Moreyra; y entrevista en "Debate" (1985)
- Páginas Sueltas (1990)